# Zona Latina
Zona Latina (Zone Latine) est une chaîne de télévision chilienne de musique. Elle a commencé la diffusion de ses programmes en août 1997.